# Peter Nikolajewitsch Romanow

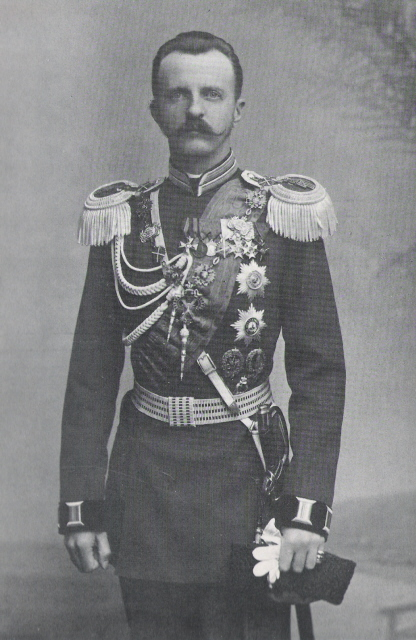
Peter Nikolajewitsch Romanow

Großfürst Peter Nikolajewitsch von Russland (russisch Пётр Николаевич Романов; * 10. Januarjul. / 22. Januar 1864greg. in Sankt Petersburg; † 17. Juni 1931 in Cap d’Antibes) war ein russischer Adeliger aus dem Haus Romanow-Holstein-Gottorp.

## Leben
Peter Nikolajewitsch Romanow wurde als Sohn des Großfürsten Nikolaus Nikolajewitsch Romanow (1831–1891) und dessen Gemahlin Großfürstin Alexandra Petrowna, geb. Prinzessin von Oldenburg (1838–1900), geboren.
Während seiner Kindheit war er, da seine Eltern sich immer mehr entfremdeten und sein älterer Bruder Nikolai bald die militärische Laufbahn einschlug, im riesigen Nikolai-Palast oft allein. Darum holte ihn während des Russisch-Osmanischen Krieges (1877–1878) Zar Alexander II. zu sich in den Winterpalast. Danach kehrte er in den Nikolai-Palast zurück, während er die Sommer auf Schloss Znamenka verbrachte.
Parallel zu seiner allgemeinen Ausbildung wurde er auf den Militärdienst vorbereitet. Nach Abschluss der Offizierskavallerieschule begann er 1884 seinen Dienst in der ersten Schwadron beim Ulanen-Regiment der Leibgarde, dessen Kaserne in Peterhof war.
Fünf Jahre stand er im Dienst der Ulanen. Kurz nach seiner Heirat 1889 wurde er zum ersten Mal lungenkrank und ging nach Ägypten zu einem Kuraufenthalt. Nach dem Tod des Vaters 1891 teilten die beiden Söhne dessen riesigen Besitz untereinander auf. Peter erhielt unter anderem Schloss Znamenka, wo er mit seiner Familie im Sommer wohnte. Häufig kam die Zarenfamilie zum Essen hierher.
1904 wurde Peter Nikolajewitsch zum Generalinspekteur der Pioniereinheiten ernannt. Diese neue Verpflichtung band ihn meist an Sankt Petersburg, während er die freie Zeit im Sommer meist in Djulber auf der Krim oder im Ausland verbrachte. Nach Kriegsbeginn 1914 wurde er auf eigenen Wunsch seinem Bruder zugeteilt, der russischer Oberkommandierender war. Nach dessen Versetzung in den Kaukasus folgte er ihm dorthin.
1919 gelang ihm die Flucht aus Russland mit dem britischen Schlachtschiff HMS Marlborough. Er siedelte sich in Südfrankreich an, wo er 1931 starb.

## Nachkommen
Peter vermählte sich 1889 mit Prinzessin Militza von Montenegro (1866–1951), Tochter von König Nikola von Montenegro, mit der er folgende Kinder hatte:
- Marina Petrowna (1892–1981)
- Roman Petrowitsch (1896–1978)
- Nadeschda Petrowna (1898–1988)
- Sofia Petrowna (*/† 1898)